# Jurowscy herbu Przyjaciel

Herb Przyjaciel

Jurowscy – ród szlachecki herbu Przyjaciel pochodzący z powiatu grodzieńskiego, obecnie znajdującego się w granicach Białorusi. Większość przedstawicieli tego rodu do dziś zamieszkuje Grodzieńszczyznę, a także terytorium Polski. Gniazdem rodu była podgrodzieńska okolica szlachecka Jurewicze (Jurowicze), znajdująca się na terenie przedwojennej gminy Żydomla.

## Historia
Początki rodu sięgają co najmniej XVII wieku. Wiele jednak wskazuje, że rodzina ta wywodzi się z bojarskiej rodziny Jurowiczów (Jurewiczów), którzy zamieszkiwali Jurewicze już w XVI wieku i ma pochodzenie rusińskie.
Jednym z pierwszych przedstawicieli tej rodziny był Mikołaj Janowicz Jurowski – stolnik wołkowyski oraz poseł na sejm konwokacyjny. 31 lipca 1648 roku podpisał się pod Konfederację Generalną Warszawską, zaś 17 listopada 1648 roku pod elekcją króla Jana II Kazimierza, był mężem Anny Kurcz. W 1674 roku Jakub Jurowski brał udział w elekcji Jana III Sobieskiego. W 1697 roku na elekcji króla Augusta II Mocnego byli obecni: Antoni, Hrehory oraz Jan Jurowscy.
Według rejestrów podatku podymnego z roku 1690 członkowie rodu zamieszkiwali oprócz Jurewicz także kilka pobliskich okolic szlacheckich a podatek podymny pobierany był od pięciu dymów. W roku ostatniej Lustracji Rzeczypospolitej z 1789 roku podatek podatek podymny pobierany był od dwudziestu dymów. Z Lustracji wynika, że w gospodarstwach które opłacały ten podatek zamieszkiwało około 90 osób, prawdopodobnie w większości Jurowskich.
W okresie Rzeczypospolitej Obojga Narodów jak i zaborów ród wydał kilku urzędników. W XIX i na początku XX wieku część z nich była urzędnikami w Królestwie Polskim oraz Cesarstwie rosyjskim.
Za udział w Powstaniu listopadowym do niewoli dostał się Ignacy Jurowski, szlachcic powiatu grodzieńskiego. Po ucieczce został osadzony w Twierdzy w Bobrujsku. Na mocy decyzji Grodzieńskiej Komisji Gubernialnej z 26.II.1832 roku został wcielony do Korpusu Kaukazkiego.
W 1833 roku ziemianin Mikołaj Jurowski, właściciel folwarku Zakrzewszczyzna w gminie Żydomla był zamieszany w głośną sprawę spisku organizowanego przez emisariusza rządu polskiego – Marcelego Szymańskiego. Za udzieloną pomoc został skazany na śmierć a ostatecznie po rewizji wyroku na dozór policyjny. Na terenie parafii Jeziory głównym współorganizatorem spisku był proboszcz parafii ks. Antoni Szymborski.
Zapewne po tych wydarzeniach folwark Zakrzewszczyzna przeszedł w ręce Michała Jurowskiego syna Józefa, który był także właścicielem, części folwarku Strupin. Za pomoc udzieloną powstańcom folwarki te zostały skonfiskowane. A sam Michał Jurowski został zesłany na Syberię, karę odbywał w Irkucku. Zmarł w latach 80. XIX wieku w Spasku w guberni tambowskiej. Za udział w Powstaniu styczniowym zesłany został także Zygmunt Jurowski, karę swą odbywał w Omsku.
Na początku XX wieku co najmniej kilku przedstawicieli rodu wyemigrowało do Stanów Zjednoczonych.
We wrześniu 1939 roku Jurewicze zamieszkane były przez kilkadziesiąt rodzin w tym co najmniej jedna trzecia to Jurowscy, reszta mieszkańców była w większości blisko spokrewniona z nimi. Po 1939 roku wielu mieszkańców Jurewicz zostało wywiezionych w głąb Związku Radzieckiego m.in. do Kazachstanu, skąd wielu już nigdy nie powróciło. Kilku członków rodu było zaangażowanych w działalność okręgowego AK. Po 1945 r. wielu przedstawicieli rodu przeniosło się na tereny Polski, szczególnie na tzw. ziemie odzyskane jednak duża ich cześć do dziś zamieszkuje okolice Grodna.

## Opis herbu Przyjaciel
Herbarz Uruskiego jak i Bonieckiego podają następujący opis herbu Przyjaciel, którym posługiwała się ta rodzina „W polu błękitnem serce leżące bokiem na lewo, strzałą z prawej strony od góry ukośnie przeszyte; w koronie pięć piór strusich”.

## Przedstawiciele rodu
- Krystyna Ejsmont z d. Jurowska – posłanka na Sejm X kadencji 1989–1991
- Marta Werner-Jurowska (1926–2012) – powstaniec warszawski, autorka książek popularnonaukowych
- Mikołaj Janowicz Jurowski – stolnik wołkowyski, poseł na sejm konwokacyjny 1648
- Tadeusz Mirosław Jurowski – prezes koła Stowarzyszenia Polskich Kombatantów w Londynie